# 瓦连京·列别杰夫
瓦连京·维塔利耶维奇·列别杰夫（俄语：Валентин Витальевич Лебедев，1942年4月14日—），苏联航天工程师、宇航员。俄罗斯科学院通讯院士。
1982年，他和别列佐沃伊累计单次太空飞行211天，打破了之前175天的吉尼斯世界纪录（该纪录后来在1995年被波利亚科夫超越）。

## 生平
1942年生于莫斯科的一个军人家庭。他的童年在莫斯科州的纳罗-福明斯克度过。1959年进入奥伦堡航空学校学习。1960年因裁军，学校撤销建制，他在莫斯科航空学院继续学业。1966年毕业后进入实验机器制造中央设计局（1974年改称能源科研生产联合公司，1994年改称科罗廖夫能源火箭航天集团）工作，历任工程师、高级工程师。他参与了苏联载人航天器和空间站的实验研究，以及联盟号载人飞船陆上和水上着陆时应急救生系统的开发工作。1972年入选苏联宇航员队伍。
1973年12月18日，他作为飞行工程师，与指令长克利穆克乘坐联盟13号飞船进入太空。他们在飞船中做了一些科学实验，并对恒星进行了观测和拍摄，12月26日成功降落地面。之后，他继续在能源科研生产联合公司工作，1974年获得技术科学副博士学位。
1982年5月13日，他作为飞行工程师，与指令长别列佐沃伊一起乘坐联盟T-5飞船，与礼炮7号空间站对接。期间，他与联盟T-6机组人员（贾尼别科夫、伊万琴科夫、克雷蒂安）、联盟T-7机组人员（波波夫、谢列布罗夫、萨维茨卡娅）一起工作。1982年12月10日，他和别列佐沃伊乘坐联盟T-7返回地球。他们单次任务累计太空飞行211天09小时，打破了之前175天的世界纪录。
1983年至1986年，参与暴风雪航天飞机计划培训。1985年在莫斯科航空学院完成技术科学博士论文答辩。1989年11月，进入苏联科学院地理研究所工作，曾任副所长（1989年11月－1991年7月）、地理信息中心主任（1993年－2015年）。2000年当选俄罗斯科学院通讯院士。2006年获批为莫斯科航空学院航天器和火箭工程系教授。

## 统计
| # | 发射载具 | 发射时间（UTC） | 对接空间站    | 着陆载具 | 着陆时间（UTC） | 时长总计          | 舱外活动次数 | 舱外活动时长 |
| - | -------- | --------------- | ------------- | -------- | --------------- | ----------------- | ------------ | ------------ |
| 1 | 联盟13号 | 1973年12月18日  | 不適用        | 联盟13号 | 1973年12月16日  | 7天20小时55分钟   | 0            | 0            |
| 2 | 联盟T-5  | 1982年5月13日   | 礼炮7号空间站 | 联盟T-7  | 1982年12月10日  | 211天09小时04分钟 | 1            | 2小时33分钟  |
|   |          |                 |               |          |                 | 219天5小时59分钟  | 1            | 2小时33分钟  |

太空行走统计
| #      | 日期（UTC）   | 同伴                | 持续时长    |
| ------ | ------------- | ------------------- | ----------- |
| 1      | 1982年7月30日 | 阿纳托利·别列佐沃伊 | 2小时33分钟 |
| 总时长 | 总时长        | 总时长              | 2小时33分钟 |

## 荣誉

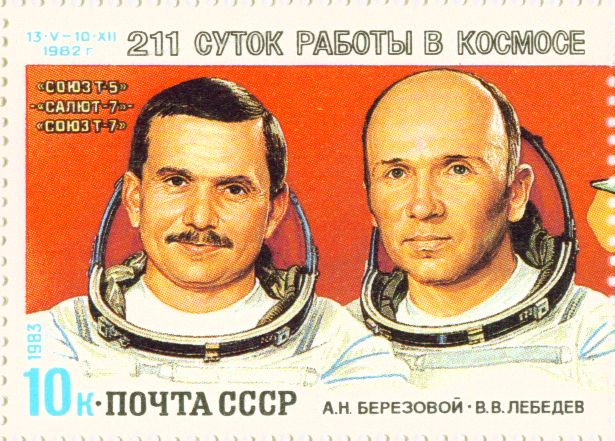
1983年苏联邮票：别列佐沃伊（左）和列别杰夫（右）

- 蘇聯英雄（1973年12月28日、1982年12月10日）
- 四级祖国功勋勋章（2007年12月29日）
- 列寧勳章（1973年12月28日、1982年12月10日）
- 太空探索優異獎章（2011年4月12日）[6]
- 俄罗斯联邦功勋科学工作者荣誉称号（1999年6月4日）
- 拜科努尔荣誉市民（1977年）[7]
- 法国荣誉军团军官勋章（1982年）
- 小行星10015以其命名（2007年）